# Pericyma albilinea
Pericyma albilinea är en fjärilsart som beskrevs av Gustaaf Hulstaert 1924. Pericyma albilinea ingår i släktet Pericyma och familjen nattflyn. Inga underarter finns listade i Catalogue of Life.